# Psikyo
Psikyo (яп. 彩京 saikyō) — японская компания, разработчик компьютерных игр. Была основана в 1992 году бывшими сотрудниками компании Video System, разработавшими игру Aero Fighters. Компания в основном разрабатывала игры для аркадных игровых автоматов, специализируясь на жанрах скролл-шутера и маджонга для взрослых («на раздевание»). Популярность аркадных игр компании привела к их портированию на игровые консоли.
Для своих игр компания разработала две аркадных платформы, позволявшие использовать одно и то же оборудование со смненными играми. Первая платформа, на основе процессора Motorola 68020, использовалась в 1994—1996 годах. Вторая, на основе Hitachi SH2, стала использоваться с 1997 года.
В середине 2002 года компания была приобретена X-nauts. В 2003 году появилось сообщение, что Psikyo закрывается, но оно вскоре было опровергнуто X-nauts. Игры под лейблом Psikyo продолжают выпускаться, но они разрабатываются сторонними командами.
Компания известна тем, что во всех её играх, начиная с самых первых (и даже с Aero Fighters), во втором цикле, начинающемся после прохождения всех уровней игры, очень сильно возрастает уровень сложности.

## Список игр
- Samurai Aces / Sengoku Ace — 1993 — Arcade
- Battle K-Road — 1994 — Arcade
- Gunbird — 1994 — Arcade
- Strikers 1945 — 1995 — Arcade
- Gunbird — 1995 — PlayStation
- Gunbird — 1995 — Saturn
- Sengoku Blade: Sengoku Ace Episode II — 1996 — Arcade
- Sengoku Blade: Sengoku Ace Episode II — 1996 — Saturn
- Strikers 1945 — 1996 — PlayStation
- Strikers 1945 — 1996 — Saturn
- Sol Divide - Sword of Darkness — 1997 — Arcade
- Strikers 1945 II — 1997 — Arcade
- Taisen Hot Gimmick — 1997 — Arcade
- Zero Gunner — 1997 — Arcade
- Daraku Tenshi - The Fallen Angels — 1998 — Arcade
- Gunbird 2 — 1998 — Arcade
- Pilot Kids — 1998 — Arcade
- Space Bomber — 1998 — Arcade
- Taisen Hot Gimmick Kairakuten — 1998 — Arcade
- Sol Divide — Sword of Darkness — 1998 — PlayStation
- Sol Divide — Sword of Darkness — 1998 — Saturn
- Strikers 1945 II — 1998 — PlayStation
- Strikers 1945 II — 1998 — Saturn
- Strikers 1945 III / Strikers 1999—1999 — Arcade
- Strikers 1945 Plus — 1999 — Arcade
- Taisen Hot Gimmick 3 Digital Surfing 1999 — Arcade
- Dragon Blaze — 2000 — Arcade
- Lode Runner - The Dig Fight — 2000 — Arcade
- Quiz de Idol! Hot Debut — 2000 — Arcade
- Cannon Spike (Capcom license) — 2000 — Arcade
- Cannon Spike (Capcom license) — 2000 — Dreamcast
- Ikuze! Onsen Takkyuu!! — 2000 — PlayStation 2
- Gunbird 2 — 2000 — Dreamcast
- Gunbarich — 2001 — Arcade
- Zero Gunner 2 — 2001 — Arcade
- Taisen Net Gimmick: Capcom & Psikyo All Stars (Capcom license) — 2001 — Dreamcast
- Zero Gunner 2 — 2002 — Dreamcast
- G-Taste — 2003 — PlayStation 2

### Игры, разработанные сторонними командами
- Buggy Grand Prix:Kattobi! Dai-Sakusen — 2003 — PlayStation 2
- Choaniki:Legend of Holy Protein — 2003 — PlayStation 2
- Gunbird 1 & 2 — 2004 — PlayStation 2
- Psikyo Shooting Collection Vol. 1: Strikers 1945 I & II — 2004 — PlayStation 2
- Psikyo Shooting Collection Vol. 2: Sengoku Ace & Sengoku Blade — 2004 — PlayStation 2
- Psikyo Shooting Collection Vol. 3: Sol Divide & Dragon Blaze — 2004 — PlayStation 2
- Taisen Hot Gimmick:Cosplay Mahjong — 2004 — PlayStation 2
- Sengoku Cannon — 2005 — PSP
- Taisen Hot Gimmick:Axes-Jong — 2005 — PlayStation 2